# Armida (Haydn)
Armida, Hob. 28/12, es una ópera en tres actos de Joseph Haydn, la cual cuenta con un libreto basado en el poema de Torquato Tasso Gerusalemme liberata (Jerusalén liberada). La primera representación de dicha ópera tuvo lugar el 26 de febrero de 1784 y llegó a las 54 representaciones desde 1784 hasta 1788 en el teatro del palacio de Eszterháza en Hungría. En vida del compositor, se presentó también en Presburgo, Budapest, Turín y Viena. El propio Haydn consideraba Armida como su mejor ópera. Armida desapareció después del repertorio operístico general, y en el siglo XX fue expuesta en 1968 en una versión de concierto en Colonia, y más tarde una producción en Berna. El estreno de la ópera en los Estados Unidos se produjo en el Palace Theatre de Mánchester, Nuevo Hampshire con la Orquesta Sinfónica de Nuevo Hampshire para el Festival de música de Monadnock en septiembre de 1981. En esta producción la soprano Sarah Reese asumió el rol titular y fue ambientada en la guerra de Vietnam por el director Peter Sellars.
Karl Geiringer comentó cómo Haydn adoptó los "principios y métodos" de Christoph Willibald Gluck en esta ópera, y cómo la obertura de la ópera por sí sola abarca la trama de la ópera en términos puramente instrumentales. La ópera de Haydn contiene ecos ocasionales de la obra de Sarti Giulio Sabino, interpretada en Esterháza en 1783.
Esta ópera rara vez se representa en la actualidad. Según las estadísticas de Operabase Archivado el 14 de mayo de 2017 en Wayback Machine. aparece con sólo 28 representaciones en el período 2008-2018.

## Personajes
| Personajes                    | Tesitura | Elenco del estreno, 26 de febrero de 1784 (Director: Joseph Haydn) |
| ----------------------------- | -------- | ------------------------------------------------------------------ |
| Armida, una hechicera         | soprano  | Metilda Bologna                                                    |
| Rinaldo, un caballero         | tenor    | Prospero Breghetti                                                 |
| Zelmira, cómplice de Armida   | soprano  | Costanza Valdesturla                                               |
| Idreno, rey de los sarracenos | barítono | Paolo Mandini                                                      |
| Ubaldo, amigo de Rinaldo      | tenor    | Antonio Specioli                                                   |
| Clotarco, un caballero        | tenor    | Leopoldo Dichtler                                                  |

## Contexto y significado de la obra

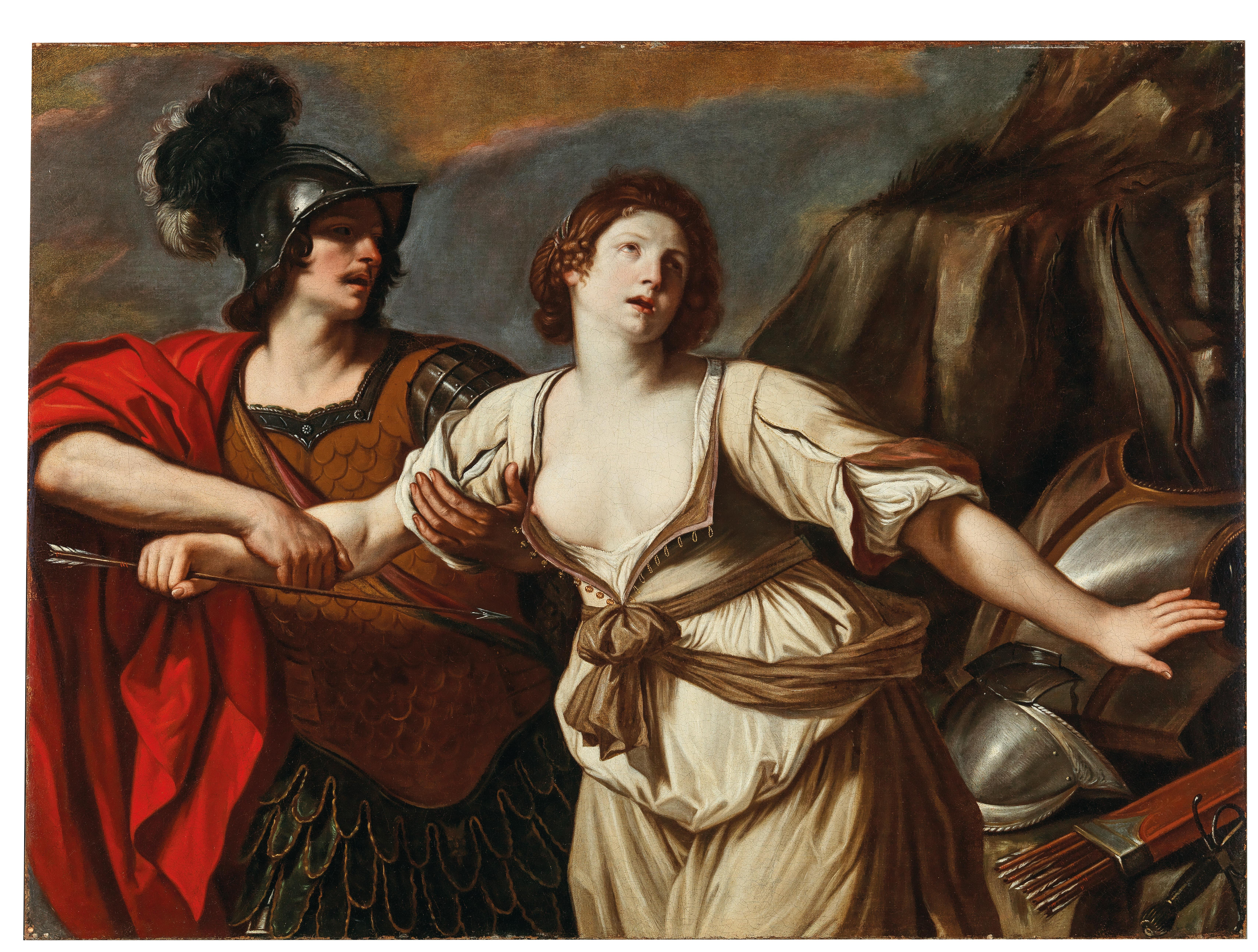
Guercino. Rinaldo ed Armida

Esta gran obra, una de las favoritas del autor, corrió la injusta suerte del resto de sus compañeras pese al enorme éxito que cosechó en su estreno  y su posterior gira por Europa. Los límites restringidos en los que se encontraba Haydn, supeditado a las demandas del príncipe Nicolás Esterházy, entorpecieron la difusión de las obras maestras líricas del autor. Él mismo, con  sus continuas alabanzas (no siempre justificadas) hacia la óperas de su gran amigo Mozart, contribuyó a situarse en un injusto segundo plano, sin darse cuenta de su propio papel trascendental en la evolución de la ópera, género en el que Haydn siempre fue la vanguardia. Sus óperas, aunque aún no han sido estudiadas en profundidad, ejercieron una gran influencia sobre los compositores contemporáneos, especialmente sobre Mozart: basta examinar a simple vista "La Vera Costanza" y sobre todo "La Fedeltà Premiata" y "Orlando Paladino" para reconocer la huella profunda que dejaron en la óperas del salzburguès. Mozart no habría sido lo que es sin Haydn y la ópera no habría sido lo que es sin lo que el genio de Rohrau aportó a su época y a Mozart.. 
"Armida" es un fruto especialmente feliz del género serio. Lejos ya del gran aparato de la reforma de Gluck y sus secuelas (el “Idomeneo” de Mozart, por ejemplo) Haydn se centra en la modernización del género desde otros presupuestos algo más realistas. No disponer de los medios exorbitantes de su gran antecesor no fue una merma en la genialidad de Haydn, muy al contrario, esta aparente limitación se convirtió en una oportunidad para profundizar en las entretelas de los personajes, que aquí adquieren una dimensión humana desconocida hasta el momento y desde un enfoque sorprendentemente moderno. La orquesta es la misma de las Sinfonías "Londres" con los vientos a 2 (sin trombones), cuerdas, continuo y una variada percusión).
Armida supone la conjunción perfecta entre el lirismo, la profundidad del retrato y el sinfonismo, que alcanzan en esta obra una de sus más altas cotas. La evolución de la música a lo largo de los 3 actos camina en un continuo crescendo dramático hasta desembocar en el 3.º acto, un verdadero clímax emocional que acaba de forma siniestra con todos los personajes enfrentados; Esta es otra prueba irrefutable del inconformismo del autor respecto al manido "final feliz" en pos de la verdad dramática. Recordemos que el mismo Mozart retocó el final de Don Giovanni, ablandando el efecto del desenlace con un artificial “Happy End” (cada vez es más habitual verla representada en la versión original,  más auténtica).
A todo lo anterior hay que añadir la gran ciencia de Haydn en orquestación, prueba de ello es el magistral acto 3.º que anticipa pasajes míticos de “La Creación” o “Las Estaciones”. En esta obra suena la gran orquesta de las Sinfonías “París” o “Londres”, llena de matices y colores únicos que solo Haydn es capaz de crear. 
La bíblica modestia que siempre le caracterizó le impidió ver con perspectiva su revolucionaria aportación al género lírico y valorar aquellos aspectos (pintura psicológica madura, orquestación, instinto sinfónico, energía y pulso dramático de sus grandes “finale”) en los que demostró un dominio superior a sus contemporáneos, incluyendo al mismísimo Mozart.

## La música.

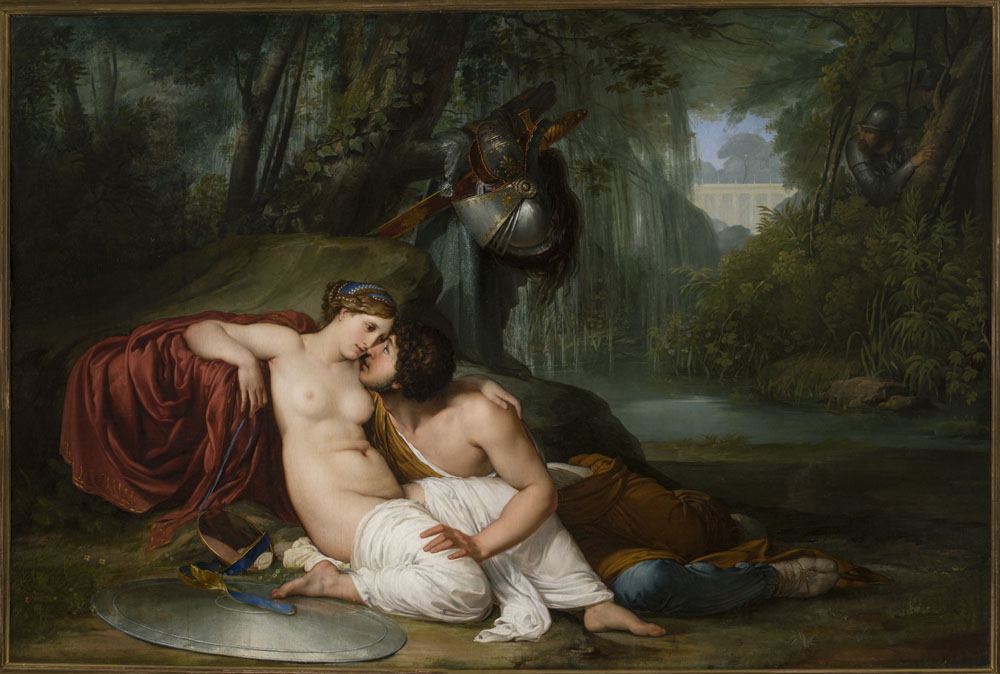
Rinaldo e Armida by Francesco Hayez, 1812–1813.

La obertura está en Sib Mayor, tonalidad que en esta obra simboliza el mundo sarraceno; es tripartita, incluye en la orquestación tambor y platillos, es muy interesante y difiere del tipo tradicional en el que solo se creaba un clima apropiado para comenzar la obra. En este caso se dan cita los principales temas que aparecerán a lo largo de la obra, anticipando el desarrollo de la acción en una estructura innovadora que tendrá repercusiones en el romanticismo (“La Forza del destino” de Verdi, “El Príncipe Igor” de Borodin…).

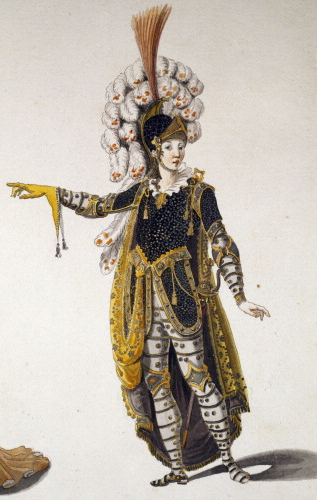
Costume Rinaldo 2 - Eufemia Ekarth, Turin 1804.

Partiendo de la tradición y tras un breve “recitativo secco” Haydn nos presenta un tópico del género: un “Aria di Guerra” del protagonista masculino Rinaldo, eso sí, un aria de antología, se trata de “Vado a pugnar contento”  de orquestación deslumbrante (con trompetas y timbales) que imprime carácter, dibujándolo como un guerrero fuerte en el campo de batalla pero débil en sus lances amorosos; de nuevo otro retrato de un héroe contradictorio. Es fascinante la facilidad que tiene el genio de Rohrau para la pintura psicológica, siempre en claroscuro, que lo convierte en el gran retratista del siglo XVIII. El Do Mayor del aria marca la tonalidad principal del mundo cristiano, frente al Sib de los sarracenos. Al final de la ópera se impondrá el Do Mayor, no sin la proverbial ambigüedad del autor para quien nunca existió el blanco y el negro.
El aria en Sib Mayor que le sigue del rey sarraceno Idreno subraya, por su parte, el carácter sibilino y a la vez impostado de este personaje intrigante. La música es impetuosa y retrata la prepotencia del personaje. Los contrastes de dinámica y tematismo ayudan a dibujar su carácter falsario y sus sentimientos fingidos.
La 1.ª aparición de Armida con su expresivo accompagnato (en Sol Mayor) nos dibuja magistralmente el alma compleja de la protagonista, llena de inseguridades, celos, amor posesivo y cierta prepotencia, creando un retrato formidable de una mujer enamorada de naturaleza muy inestable. El aria “Se pietade avete, oh Numi” (en La Mayor) en dos partes muy diferentes (la 1.ª de carácter sufriente y la 2.ª de tono casi vengativo) nos retrata una Armida, víctima y verdugo de su destino; es una página de gran profundidad psicológica y gran dificultad interpretativa, con pasajes de coloraturas endiabladas.

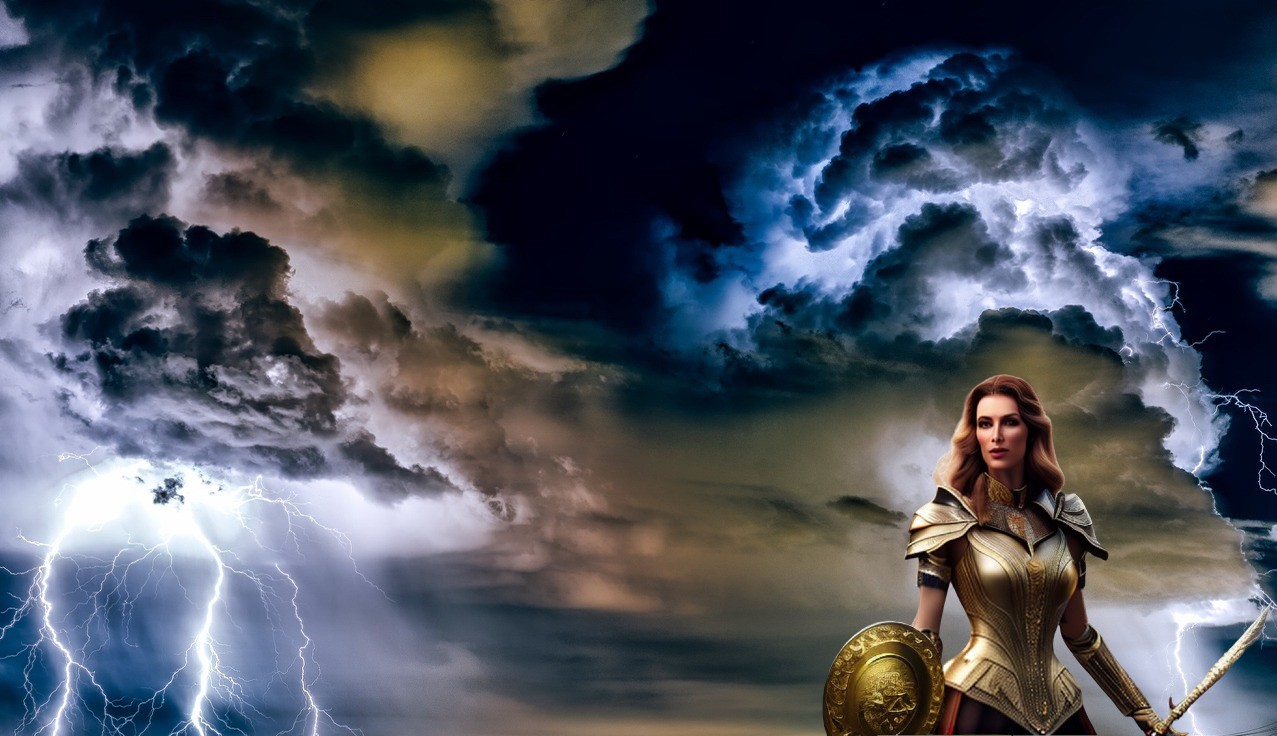
Armida invocando la tormenta.

Tras una marcha instrumental (Sib Mayor) volvemos al mundo cristiano con Ubaldo, amigo incondicional de Rinaldo que entra en escena en medio de los hechizos de Armida que manipula la naturaleza para confundir a los cristianos, El accompagnato que precede al aria es un gran ejemplo de la descripción sinfónica de los fenómenos naturales. Desemboca en “Dove son” un aria que crea una atmósfera de inquietud en la tonalidad por excelencia del mundo mágico y sobrenatural de “Mib Mayor”. Destacan en esta aria los silencios, uno de los recursos expresivos haydnianos por excelencia, para Haydn el silencio podía tener tanta expresividad como el sonido, además de crear una expectación en pasajes dramáticos.  De nuevo otro accompagnato y un toque de trompeta finalizan esta escena.

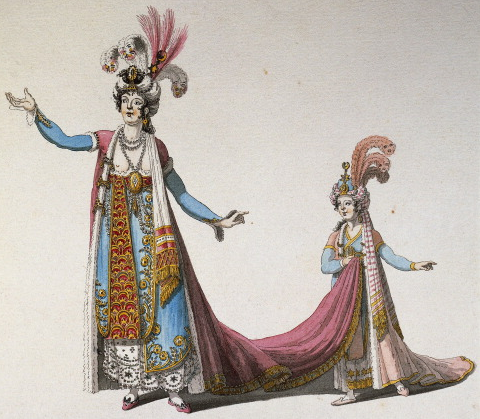
Costume Zelmira - Rosa Ferraguti, Turin 1804.

Un recitativo da paso a “Se tu seguir mi vuoi” aria de Zelmira, hija del sultán de Egipto, que se enamora a primera vista del caballero cristiano Clotarco. La bella aria la describe como una mujer aparentemente de buen corazón y algo voluble. Al escribir el aria en Sol mayor (dominante de Do Mayor) Haydn la acerca al mundo cristiano, en correspondencia al reciente vínculo que la une al caballero cruzado. La voz solista dialoga con el fagot a lo largo del aria, sonoridad que le da un carácter dulce y seductor.
Tras un recitativo comienza la amplia escena final del 1.º Acto. Consta de un dramático accompagnato seguido de un complejo y extenso duetto en 3 partes de Armida y Rinaldo, que se corresponden con los diferentes estados de ánimo por los que pasa la tormentosa pareja. Las difíciles coloraturas de este duetto sirven en este caso para aumentar la tensión y no solo para el lucimiento de los solistas. Es una gran pieza vocal en Sib Mayor, la tonalidad del reino "pagano" de Armida.
El Acto 2º se abre con un intrigante recitativo de Idreno y Zelmira, seguido de una magnífica aria de la princesa egipcia “Tu mi sprezzi” en la que Haydn presta gran atención a este personaje secundario, dotándolo de una personalidad muy definida y una música imponente. La tonalidad elegida es Fa Mayor, subdominante del Sib "sarraceno". Es de amplia tesitura, contiene ágiles coloraturas y largas notas tenidas mientras la orquesta juega con motivos secundarios, el efecto resulta muy original.
Recitativo y aria de Clotarco (Sol mayor) con interesantes pasajes cromáticos sobre nota pedal sostenida. El contenido del texto es resaltado por la música al detalle; en este caso describe a un personaje de una nobleza dulce y también de fuerte determinación.

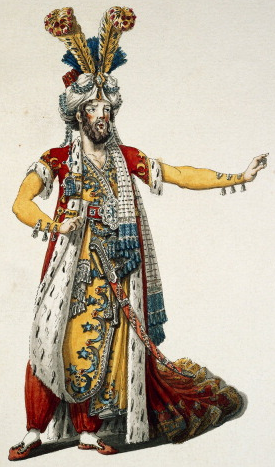
Costume Idreno - Vincenzo Gamberai, Turin 1804.

Una rimbombante aria “Teco lo guida al campo” con trompetas y timbales define la nueva estrategia de Idreno, que intenta halagar a Rinaldo para conseguir sus fines: la derrota cristiana. Intenta lograrlo adoptando un fingido lenguaje de cordialidad, recurriendo al Do Mayor cristiano y una excesiva pose  adulatoria. Ubaldo en el recitativo siguiente advierte a Rinaldo de la estrategia y el fingido sentimiento de amistad.

La imperiosa llamada al deber de Ubaldo golpea en la conciencia de Rinaldo que debe decidir entre el deber militar y el amor que le ofusca y ralentiza la toma de Jerusalén. Esta disyuntiva da lugar a dos magníficas escenas pre-románticas: la primera de ellas describe al atribulado Rinaldo deshaciéndose interiormente: se trata de un impresionante accompagnato ”Armida…Oh affanno!” y del aria “Cara, è vero “en Mi b Mayor que retrata la crisis por la que pasa Rinaldo hasta el más mínimo detalle. Sin solución de continuidad aparece Armida con otra tremenda escena (accompagnato y aria) en la que, al verse despreciada, monta en cólera desembocando en el aria de locura “Odio, furor, dispetto” en la tonalidad de las Furias y la cólera divina, Re menor.

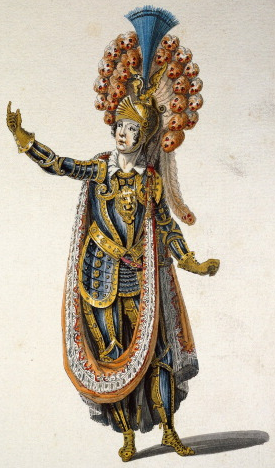
Costume Ubaldo - Francesco Fiorini, Turin 1804.

Tras esta explosión de tensión dramática vemos a Rinaldo con sus compañeros cruzados en el campo de batalla. El aria "cristiana" en Do Mayor de Ubaldo “Prence amato in questo amplesso”, llena de sinceridad y con una hermosa línea melódica y un final marcial, emociona a Rinaldo y los reconcilia de nuevo hasta que aparece de nuevo Armida en el papel de víctima implorando a Rinaldo por su amor. 
La indecisión del cruzado provoca el desbordamiento de las fuerzas de la pasión, la obsesión y el honor cristiano que chocan en el apoteósico Finale del acto 2.º, el Terzetto en Re Mayor (tonalidad solar) “Partirò, ma pensa ingrato” en el que Armida, Rinaldo y Ubaldo en sus respectivos registros interactúan en un conflicto irresoluble. Las intervenciones de los solistas se suceden de manera muy teatral y realista, imitando el desarrollo de una discusión. Los finales de sección están escritos en forma de canon a la que le siguen pasajes en "stretta" a 3 voces, toso ello de gran complejidad contrapuntística.
Es una pieza magistral que nos trae a la cabeza las grandes escenas de las tragedias shakesperianas.

Acto 3º

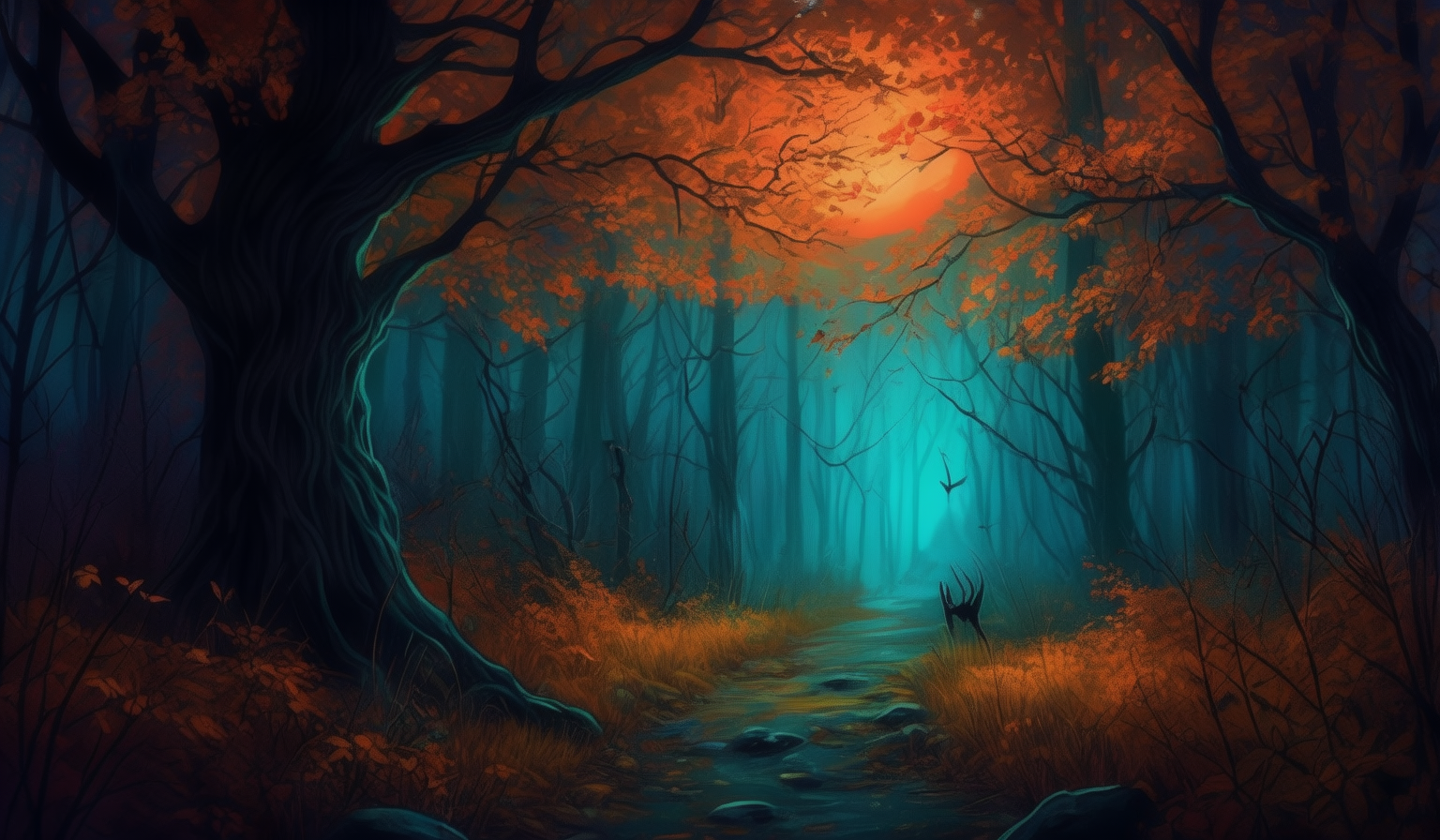
Bosque encantado de Armida.

Este acto está concebido como un enorme Finale en el que los números se suceden entrelazados entre sí, impidiendo los aplausos del público, este acto está proyectado como un gran crescendo sinfónico-vocal que llega a la máxima tensión dramática. Una introducción sinfónica (Mi b Mayor) nos prepara para algo totalmente novedoso, por primera vez asistimos al “desarrollo continuo” de la música, sin cortes; una clara anticipación a los métodos de Wagner y también una premonición de la escena final del 3.º Acto de “Lucia de Lammermoor” de Donizetti (solo hay un pequeño recitativo secco antes del Quinteto final).
El primer accompagnato “Questa dunqu’è la selva” (en Mib Mayor, tonalidad de la magia) está envuelto en una textura sinfónica en la que la orquesta describe con todo lujo de detalles el bosque mágico donde se encuentra el “Mirto Sagrado” descrito bellisimamente por la orquesta y del que Armida extrae toda su magia y poder.
Zelmira canta una seductora aria “Torna pure al caro bene” en Sol Mayor (cerca de la órbita cristiana) con una exquisita línea vocal que nos recuerda una vez más el gran lirismo del autor. En el accompagnato “Qual tumulto d’idee m’eccita in seno” Rinaldo recuerda su misión y se abalanza sobre el arbusto para cortarlo de raíz, instante en el que Armida, en un gran golpe de efecto teatral apoyado por unos acordes orquestales in crescendo, sale del propio árbol con un aspecto terrorífico y canta la sublime aria “Ah, non ferir, t’arresta”, en Sib Mayor, implorando piedad. Este es un momento memorable de la ópera.

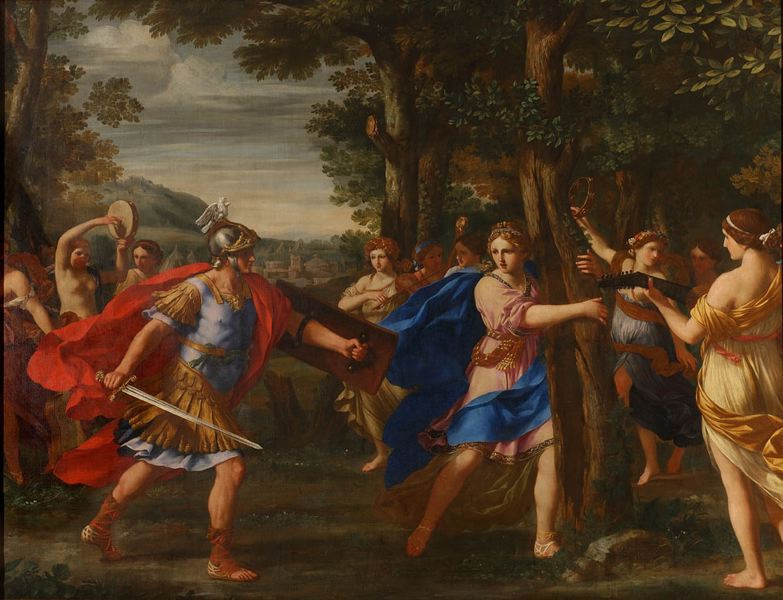
El encuentro entre Rinaldo y Armida en el bosque encantado. Giacinto Gimignani.

El accompagnato que sigue “Che inopportuno incontro!” es la cumbre dramática de la obra, aquí la orquesta en un pasaje sinfónico único en Re menor eleva la tensión dramática al paroxismo. Es una descripción incomparable del poder maléfico de la magia sobre los elementos naturales y de la furia de una maga despechada. La bella aria “Dei pietosi” (Mib mayor) muestra a Rinaldo de nuevo debilitado ante la imponente presencia de Armida. En el siguiente accompagnato “Ed io m’arresto?” Rinaldo corta el Mirto Sagrado en un arrebatador acompañamiento orquestal.
Tras todo este gran pasaje de música ininterrumpida suena otra marcha instrumental a cargo de los instrumentos de viento-madera que nos prepara para el Finale de la ópera precedido del único recitativo secco del 3.º acto, en el que Armida profiere sus amenazas y muestra su máxima hostilidad.

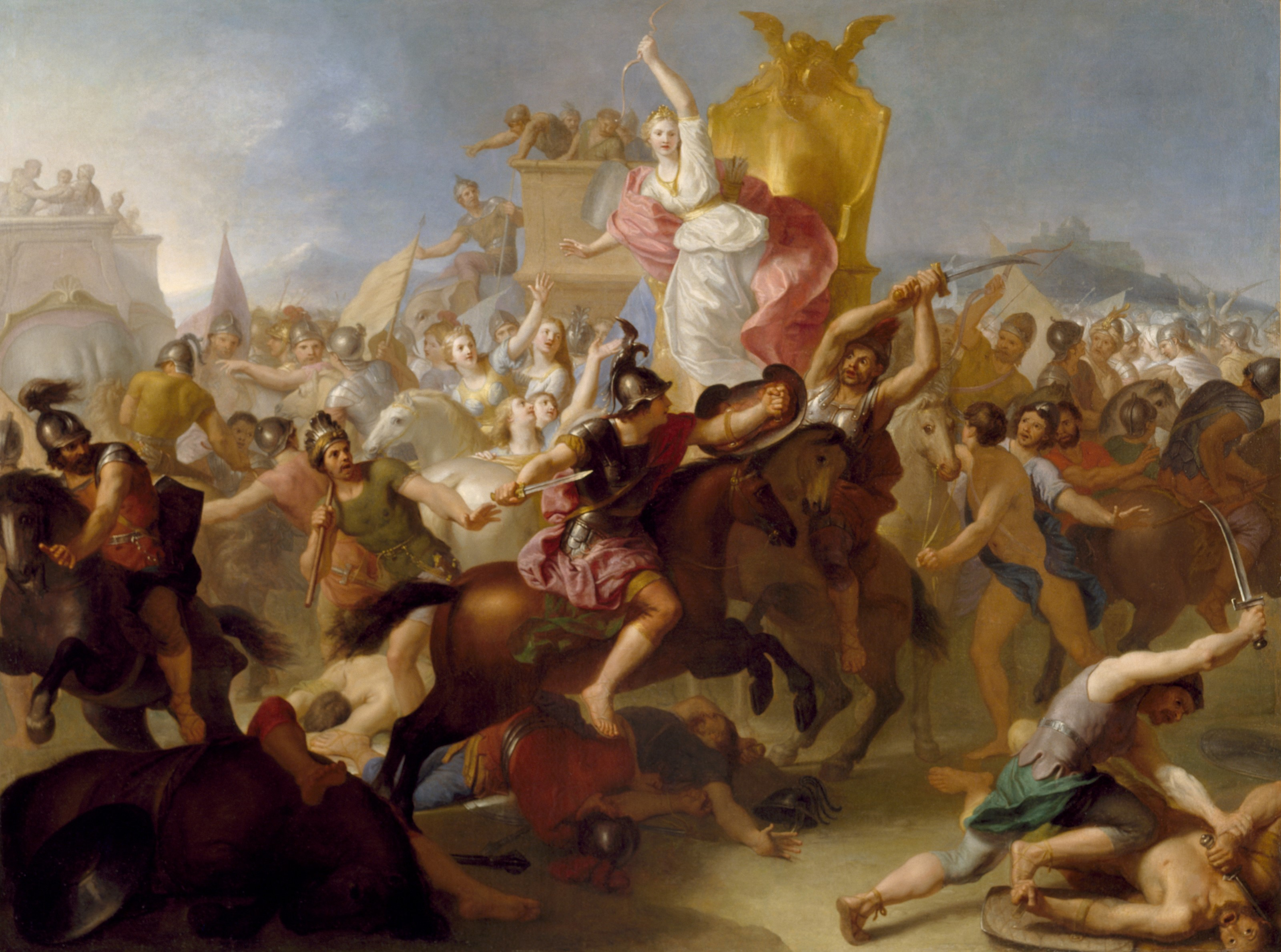
Armida luchando contra los cristianos, Henri Antoine de Favanne.

En este contexto comienza el quinteto final en la tonalidad cristiana de Do Mayor. Los tres personajes paganos (Armida, Zelmira e Idreno) se enfrentan a los cruzados Rinaldo y Ubaldo. En medio del número suena otra marcha militar a cargo de los vientos, seguida de una fanfarria de trompeta, y por último, todos los personajes cantando a coro: El efecto es grandioso y siniestro a la vez, con una agresiva orquesta al completo con trompetas y timbales.  
Es el finale más original que se podía esperar, y en originalidad Haydn es incomparable. Este final desconcertó a la audiencia de su época y lo sigue haciendo en la actualidad. En el estreno el público estalló en aplausos, reconociendo la modernidad de esta música, a la vez que la crítica se deshizo en elogios hacia esta obra maestra.

## Orquestación
2 flautas, 2 oboes, 2 clarinetes, 2 fagots, 2 trompas, 2 trompetas, timbales, bombo, platillos, cuerdas, continuo y 6 solistas vocales. 

## Sinopsis
Para evitar la captura de Jerusalén por parte de los caballeros de la Primera Cruzada, El Príncipe de las Tinieblas ha enviado a la hechicera Armida al mundo para seducir a los héroes cristianos y hacer que abandonen su deber. El más valiente de estos, Rinaldo, cae bajo el hechizo de Armida. Ella llega a amarlo tan profundamente que no puede destruirlo.

### Acto I
Escena 1: Una cámara del consejo en el palacio real de Damasco. El Rey Idreno está alarmado de que los cruzados hayan cruzado el río Jordán. La hechicera pagana Armida parece haber triunfado sobre los cruzados, pero teme que su conquista no esté completa sin ganarse el amor del caballero cristiano Rinaldo. Rinaldo queda obsesionado con Armida y promete luchar contra sus hermanos cristianos, si a cambio el victorioso rey Idreno le ofrece el reino y la mano de Armida. Armida reza por la seguridad de Rinaldo.
Escena 2: Una montaña empinada, con la fortaleza de Armida en la cima. Los caballeros Ubaldo y Clotarco planean liberar a Rinaldo de las garras de Armida. El rey Idreno envía a Zelmira, la hija del sultán de Egipto, para atrapar a los cristianos, pero al encontrarse con Clotarco se enamora de él y le ofrece llevarlo a un lugar seguro.
Escena 3: Los apartamentos de Armida. Rinaldo admira la valentía de los caballeros que se acercan. Ubaldo advierte a Rinaldo que tenga cuidado con los encantos de Armida y le reprocha el incumplimiento de su deber como cristiano. Aunque arrepentido, Rinaldo no puede escapar del encanto de Armida.

### Acto II
Escena 1: Un jardín en el palacio de Armida. Zelmira no logra disuadir a Idreno de planear una emboscada para los cruzados. Idreno pretende aceptar la demanda de Clotarco de que los caballeros cristianos encantados por Armida sean liberados. Contrariado, Rinaldo se va con Ubaldo. Armida expresa su furia.
Escena 2: El campamento de los cruzados. Ubaldo le da la bienvenida a Rinaldo, quien se prepara para la batalla. Armida súplica por refugio y por el amor de Rinaldo. Rinaldo parte para la batalla con Ubaldo y los otros soldados.

### Acto III
Escena 1: una arboleda oscura e imponente, con un gran árbol de mirto. Rinaldo, sabiendo que el árbol guarda el secreto de los poderes de Armida, entra al bosque con la intención de cortarlo. Zelmira aparece con un grupo de ninfas e intentan que regrese con Armida. Cuando está a punto de golpear el mirto, Armida aparece y se enfrenta a él. Armida no puede obligarse a matarlo; Rinaldo golpea el árbol y la madera mágica se desvanece.
Escena 2: El campamento de los cruzados. Los cruzados se preparan para la batalla contra los sarracenos. Armida aparece, jurando perseguir a Rinaldo por todas partes. Cuando Rinaldo se va, ella envía un carro infernal detrás de Rinaldo.

## Grabaciones seleccionadas
- Philips 6769 021: Jessye Norman, Claes J. Ahnsjö, Norma Burrowes, Samuel Ramey, Robin Leggate, Anthony Rolfe Johnson; Orquesta de Cámara de Lausana; Antal Doráti, director.

- Teldec 81108-2: Cecilia Bartoli, Christoph Prégardien, Patricia Petibon, Oliver Widmer, Scot Weir, Markus Schäfer; Concentus Musicus Wien; Nikolaus Harnoncourt, director.[2]